# Reservoir (álbum)
Reservoir es el álbum debut del grupo londinense de indie folk Fanfarlo. El álbum se grabó en octubre y noviembre de 2008 en los estudios Tarquin en Bridgeport (Connecticut, Estados Unidos) y fue producido por Peter Katis. Incluye los exitosos sencillos "Fire Escape" y "Harold T. Wilkins, or How to Wait for a Very Long Time", los cuales fueron lanzados en anteriores EP. A partir del álbum, se lanzaron tres sencillos más ("Drowning Men", "The Walls Are Coming Down" y "I'm A Pilot") en verano de 2009. 

## Carátula
El cantante de la banda islandesa Sigur Rós, Jón Þór Birgisson, recomendó a Lilja Birgisdottir, hermana del fotógrafo checo Jan Saudek, a la hora de buscar una carátula para la portada del álbum. Fanfarlo escogió para ello una fotografía que incluía a Sigurrós, la hermana pequeña de Jón Þór Birgisson, y origen del nombre de la banda Sigur Rós.

## Edición limitada
En el Reino Unido una versión en una caja roja de edición limitada se lanzó para su venta en un selecto grupo de tiendas de discos independientes, la cual contiene numerosas ilustraciones y el disco atado con un cordel blanco y rojo.

## Lanzamiento
La discográfica Raffle Bat Records lanzó el álbum en el Reino Unido en abril de 2009.
En Estados Unidos se lanzó el 29 de septiembre de 2009, por medio de la discográfica Canvasback Records, filial de Atlantic Records. La versión americana se distingue por usar una escala de grises en la foto de la carátula y por no incluir un folleto en su interior. Para publicitar el álbum en los Estados Unidos, Atlantic Records lanzó el sencillo "Harold T. Wilkins or How To Wait For A Very Long Time" en enero de 2010 y financió la creación de un nuevo videoclip para la canción.

## Lista de canciones
| N.º | Título                                                   | Duración |  |
| 1.  | «I'm A Pilot»                                            | 4:31     |  |
| 2.  | «Ghosts»                                                 | 4:18     |  |
| 3.  | «Luna»                                                   | 4:37     |  |
| 4.  | «Comets»                                                 | 5:44     |  |
| 5.  | «Fire Escape»                                            | 3:00     |  |
| 6.  | «The Walls Are Coming Down»                              | 4:15     |  |
| 7.  | «Drowning Men»                                           | 4:16     |  |
| 8.  | «If It Is Growing»                                       | 2:43     |  |
| 9.  | «Harold T. Wilkins, or How to Wait for a Very Long Time» | 4:02     |  |
| 10. | «Finish Line»                                            | 3:40     |  |
| 11. | «Good Morning Midnight»                                  | 1:26     |  |

| Bonus track |              |          |  |
| N.º         | Título       | Duración |  |
| 12.         | «Sand & Ice» | 4:18     |  |